# Cerro Nutibara
El Cerro Nutibara es una pequeña formación montañosa ubicada en la ciudad colombiana de Medellín, en el centro geográfico del Valle de Aburrá, en la margen occidental del río Medellín, en medio de la zona urbana, y es uno de los pocos ecosistemas que se conservan en localidad. 
En un principio, en la época de los conquistadores españoles, se llamó Morro de Marcela de la Parra y luego Morro de los Cadavides; finalmente se rebautizó con el nombre de Cerro Nutibara, que perdura hasta hoy.
Con sus 33 hectáreas de extensión y ochenta metros de altura sobre el nivel de la ciudad, ofrece una importante panorámica sobre toda la urbe. 
Está delimitado por el norte con la calle 32D y la Avenida 33; por el occidente con la carrera 65; por el sur con la calle 30A y por el oriente con el puente que une la Avenida del Ferrocarril con la Avenida Guayabal. 
En su cima se encuentra el Pueblito Paisa, una alegoría a los municipios de la Región Paisa construido en 1977. También se encuentra el Teatro al Aire Libre «Carlos Vieco» con una capacidad de 3 800 espectadores, levantado en homenaje al compositor Carlos Vieco Ortiz. Y por último, también se encuentra allí el Parque de las Esculturas, creado en 1983, el cual es una exposición permanente de esculturas elaboradas por once artistas nacionales e internacionales e instaladas en el entorno natural del cerro, y donde los visitantes pueden apreciar este arte en un corto recorrido por sus laderas.
Junto el Cerro Pan de Azúcar, Cerro El Salvador, Cerro El Volador, Cerro La Asomadera, Cerro Las Tres Cruces, Cerro El Picacho y el Cerro Santo Domingo, conforma el grupo de los llamados cerros tutelares de la ciudad de Medellín, una red de accidentes geográficos a lo largo del Valle del Aburrá que posee un importante valor histórico, arqueológico, ecológico y turístico.

## Historia
Durante los siglos XVIII y XIX, cuando Medellín era conocida como la Villa de Nuestra Señora de la Candelaria a orillas de la Quebrada Santa Elena, el cerro Nutibara no era parte del paisaje de este pequeño poblado. En esa época era identificado como el morro Marcela de la Parra, nombre de la propietaria de esos terrenos «remotos» en el otro lado del río Medellín. Con ese nombre se le identificó hasta que una familia de apellido Cadavid, pasó a ser su nuevo propietario, adquiriendo el nombre: El Morro de Los Cadavides. Así se le conoció incluso hasta dos años después de que el Municipio de Medellín lo comprara en 1927 por el costo de $50 000 pesos, a la sociedad del Matadero Público y Feria de Medellín, con la finalidad de destinarlo a un parque recreativo, conservando sus características ecológicas, para una ciudad que continuaba creciendo y poco a poco lo estaba envolviendo en su incipiente trama urbana, por lo cual fue oficialmente el primer cerro tutelar de Medellín.
En 1929 la Sociedad de Mejoras Públicas de Medellín —SMP—, le propuso al Concejo Municipal cambiar el nombre del cerro, haciéndolo menos privado y más público, pero que a la vez, se identificara con la región. Aunque la primera iniciativa para buscar el nuevo nombre fue el de abrir un concurso, finalmente los miembros de la Junta de la SMP escogieron el nuevo apelativo, entre los que se encontraban: Cerro de los Alcácerez —el nombre que obtuvo más votos después del escogido—, Cerro Aburraes, Cerro de Ayacucho y Cerro de Bárbula.
Con la elección del nombre de «Nutibara» se quiso hacer homenaje al Cacique Nutibara uno de los más valientes, ricos y poderosos de los caciques del departamento de Antioquia, cuyos dominios se extendieron por casi todo el occidente, desde la Serranía de Abibe hasta el río Cauca, reconocimiento que en aquel momento le hacía la Academia Antioqueña de Historia en sus trabajos de investigación.

### Transformación del cerro Nutibara
Después de que se le hiciera el cambio de nombre, en 1930, el Municipio autorizó a la Sociedad de Mejoras Públicas para que trabajara en la elaboración de diseños y planos para la construcción de un parque recreativo en el cerro, propuestas que debían ser presentadas y aprobadas por el Concejo.
Para el año de 1939 se aprobó el plano «Nutibara Futuro», que incluía el trazado y construcción de vías internas y externas para facilitar el acceso, glorietas, kioscos, siembra de árboles, parqueadero, lago, cascadas, puentes rústicos, senderos peatonales, miradores y un restaurante en su cima. 

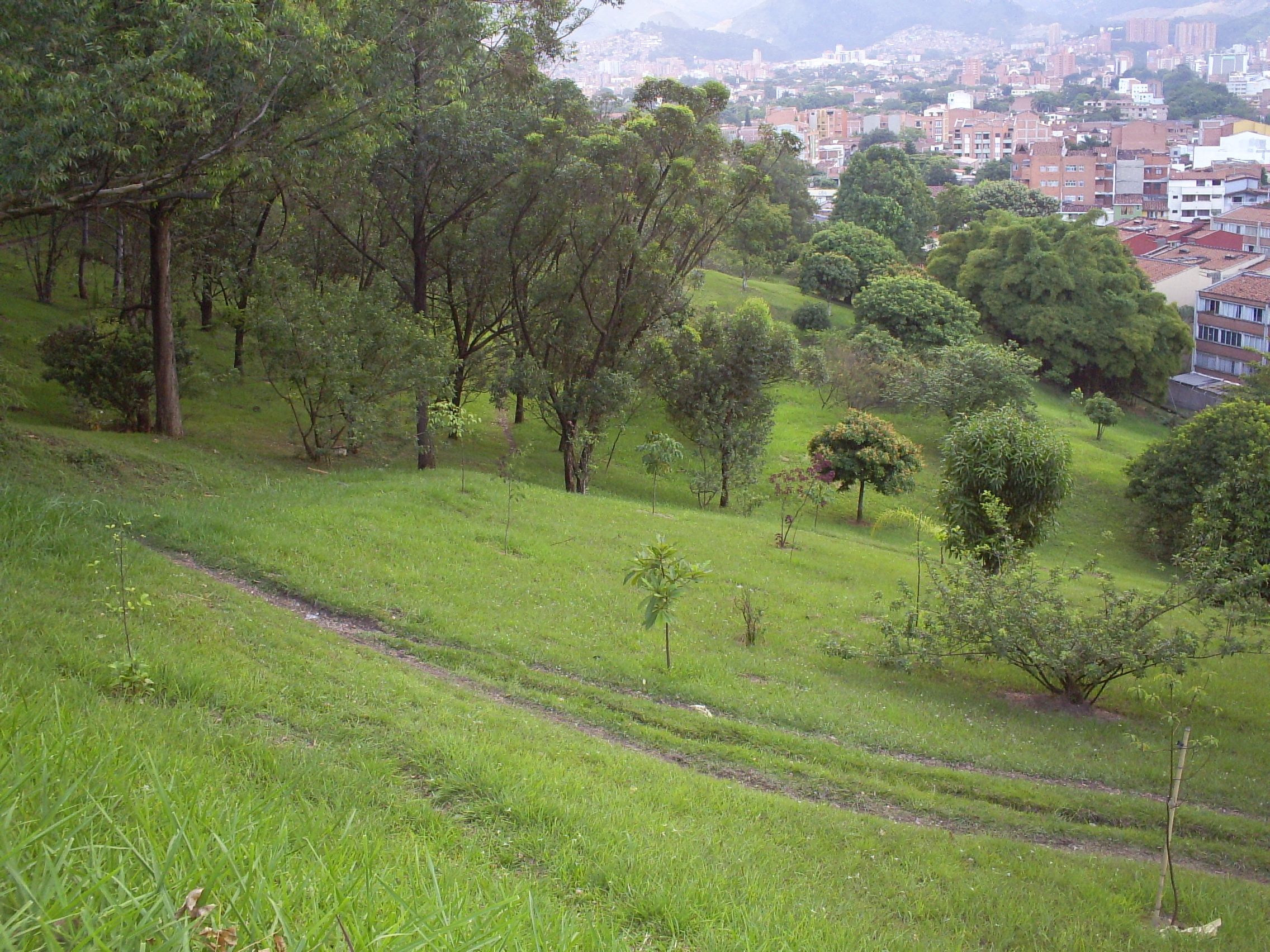
Ladera norte del Cerro Nutibara.

Fue así como para el mes de agosto de ese año, ya se habían sembrado los primeros 510 árboles, frente a los 60 mil que soñaba con sembrar don Ricardo Olano Estrada. En este año también se comenzó la construcción de la primera carretera que se convirtió en la principal, cuya entrada se hizo por la calle 30A, vía que fue iluminada por la Empresa de Energía Eléctrica en el año de 1955.
Dentro de esta serie de trabajos que realizó la SMP en compañía con el Municipio de Medellín, se cuenta la construcción del primer tanque de agua, entre los años de 1940 y 1943, con el fin de surtir de agua al cerro.
Para el año de 1951 el Municipio decidió entregarle el cerro en comodato a la Sociedad de Mejoras Públicas, que en adelante se encargaría de su administración y de las obras destinadas a la construcción de un parque o paseo público. Aunque en el mes de octubre de ese mismo año se inauguró el primer restaurante, obra que fue adelantada con la colaboración del municipio, dieciséis años después, en 1967, el alcalde de ese momento solicitó a la Personería cancelar el contrato con la SMP, por su incumplimiento, es decir, para la fecha, la Sociedad no había iniciado las obras de construcción del parque público. Desde entonces, el cerro ha sido manejado por el Municipio de Medellín.
Desde 1930, la Sociedad de Mejoras Públicas trató de diseñar un parque público para hacer del Cerro Nutibara un atractivo turístico y distintivo de la ciudad. Solo hasta 1975, con motivo del tricentenario de Medellín, el Instituto de Crédito Territorial, el SENA y el Banco Central Hipotecario decidieron unirse para financiar la construcción de un pueblito antioqueño con todas las características tradicionales.

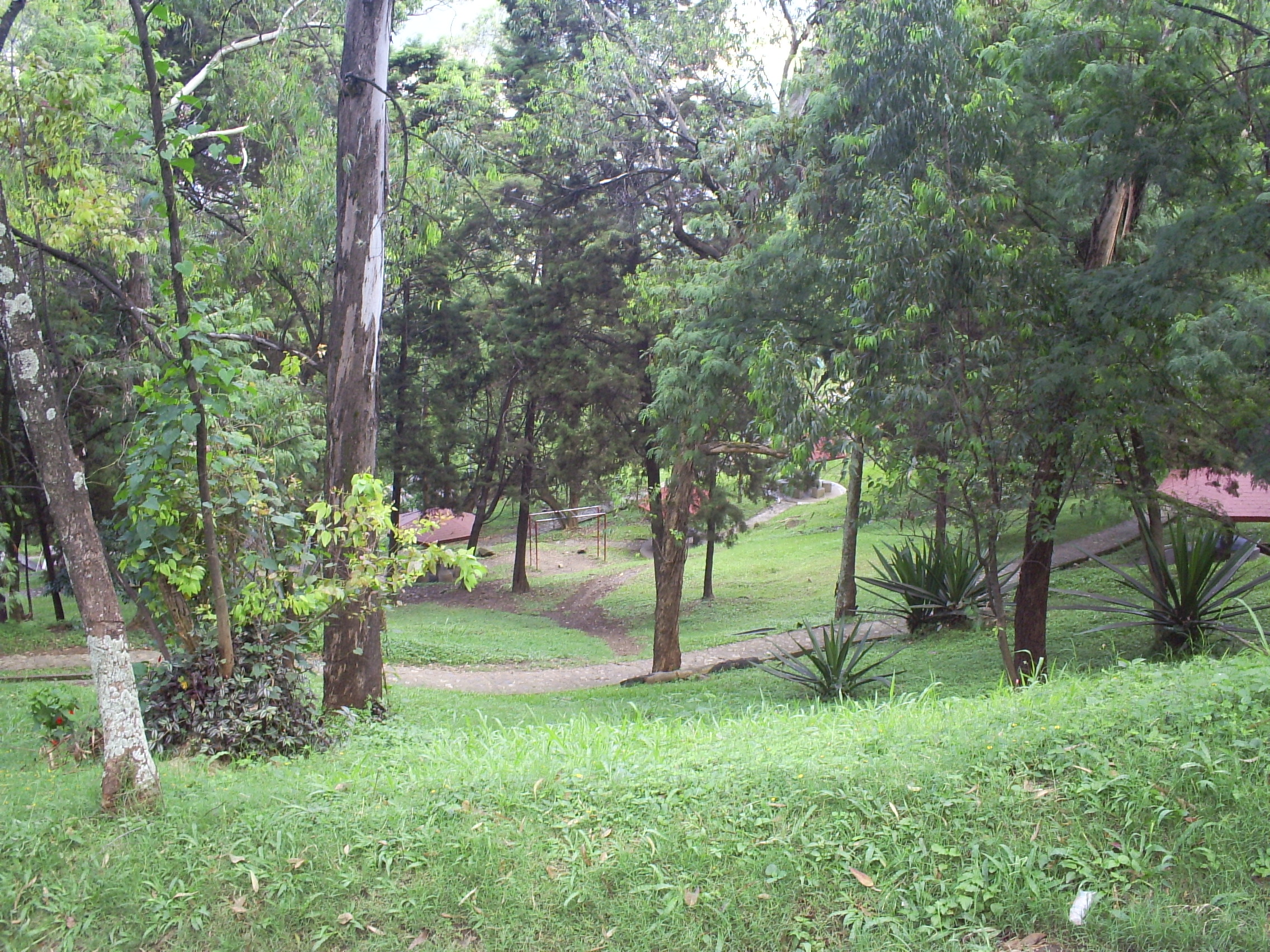
Ladera oriental del Cerro Nutibara.

Como toda gran obra, el Pueblito Paisa tuvo también un acontecimiento que marcó su inspiración y que años después se materializaría. Este hecho tuvo lugar en el año de 1969, cuando la Fábrica de Licores de Antioquia, realizó una exposición de flores a la que llamó «Pueblito en flor». Su escenografía se basó en la construcción de una réplica de pueblo antioqueño, con calles y plaza principal, en el que se expusieron las flores de la temporada. En un comienzo, las autoridades pensaron en comprar aquella escenografía que había sido realizada por el club de jardinería, sin embargo, la inconsistencia de los materiales, pues habían sido sólo fachadas falsamente unidas, no permitieron concretar ningún negocio.
Sin embargo, la idea se había gestado y en adelante los esfuerzos estuvieron enfocados a su realización. Al cabo de dos años el municipio sacó a licitación la elaboración de los planos para la construcción de una réplica de pueblo en la cima del cerro Nutibara, concurso que fue declarado desierto en dos oportunidades.
Entre tanto, en el año de 1974, se procedió con la construcción del restaurante y mirador, que estuvo a cargo de la firma I. y L.H. Forero, sitio en donde actualmente funciona el restaurante en el primer piso y la galería en el segundo. Una vez terminadas las obras, el mirador le fue entregado a un particular en calidad de arrendamiento con la condición de que éste adelantara, entre otras, las obras del típico pueblo antioqueño.

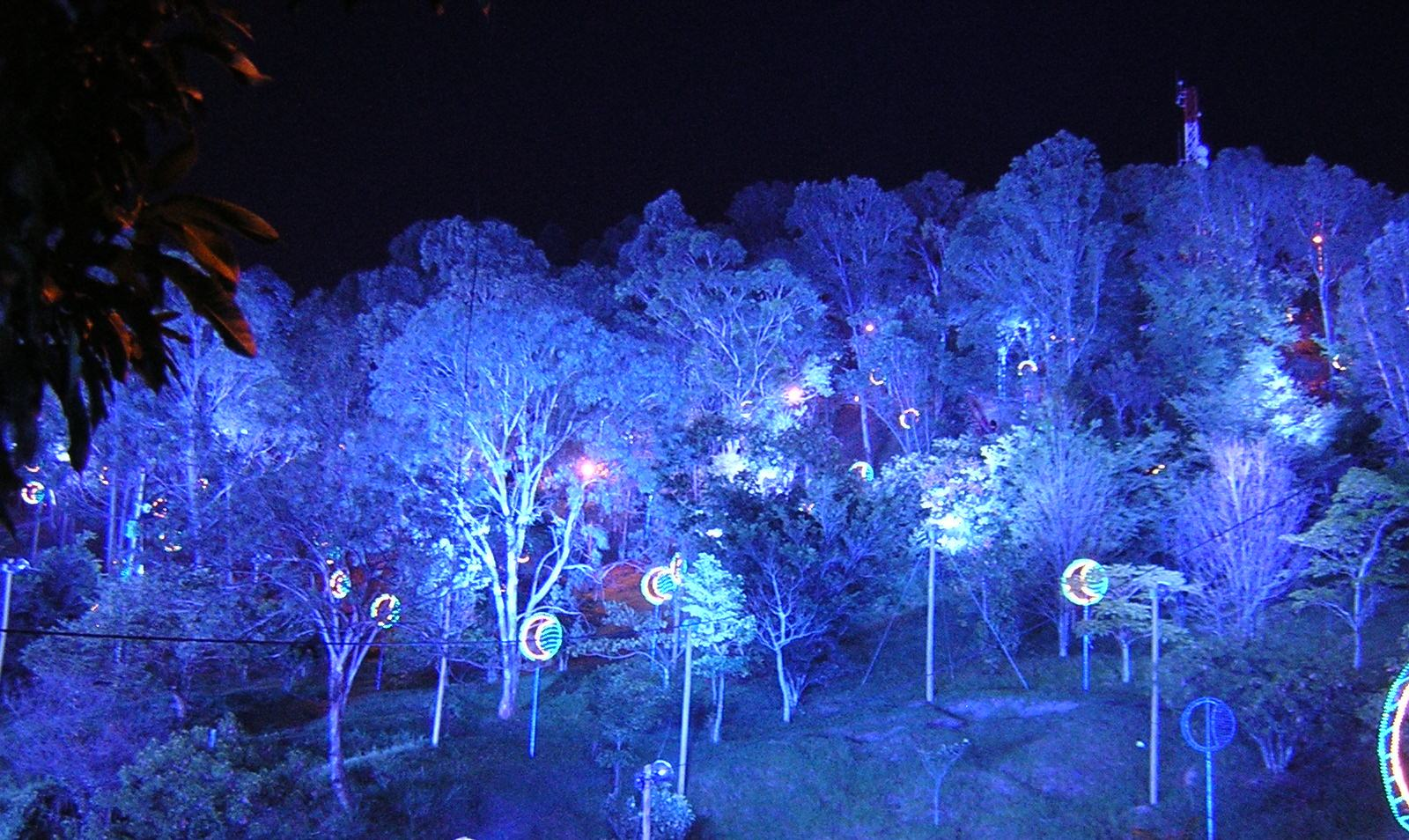
Alumbrados navideños en el Cerro Nutibara.

Al año siguiente, con motivo de la celebración del tricentenario de Medellín, el entonces gerente general del Instituto de Crédito Territorial, Pedro Javier Soto Sierra, le transmitió la iniciativa al arquitecto Julián Sierra Mejía, quien en adelante se apropiaría del proyecto y lo concretaría con unos planos y diseños que fueron trabajados de la mano con Planeación Municipal y la Junta de Educación, Cultura y Recreación del Municipio. Entre las primeras cosas que se acordaron fue la de dividir el proyecto en zonas: una urbana y otra rural.
El señor Soto Sierra, quien a la vez hacía parte de las Juntas Directivas del Sena y Banco Central Hipotecario, impulsó la financiación de la parte urbana del proyecto recogiendo $1 500 000 pesos, que fueron aportados por estas tres instituciones, mientras que el particular —que tenía en arriendo el mirador—, se encargaría de la zona rural, que abarcaba la construcción de la continuación de la calle Real, la tienda «caminera» con su correspondiente trastienda y cocina típica, un trapiche, un establo y una herrería, las que serían destinadas a la venta de comida típica, complementada con un cafetal, cañaduzal y platanal. Sin embargo, el particular nunca cumplió con las condiciones del contrato —las referentes a las obras que debía realizar—, frustrando esta parte del proyecto, y después de enfrentar un largo y conflictivo proceso jurídico, la Administración recuperó el control sobre el cerro en el mes de abril de 1978.

### Fundación del Pueblito Paisa
Después de aprobados los planos, elaborados por el arquitecto Julián Sierra Mejía en abril de 1976, se procedió con las obras que estuvieron bajo su cargo, del Departamento Técnico de Turantioquia y del Municipio de Medellín.
Iniciados los trabajos, empresas privadas entraron a refinanciar el proyecto, debido entre otras cosas, a que el presupuesto planteado se había quedado corto. Es así como Coltejer, Compañía Colombiana de Tabaco, Compañía Nacional de Chocolates, Noel y Suramericana, le inyectaron recursos, a los que se les sumó la pintura que aportó Pintuco.

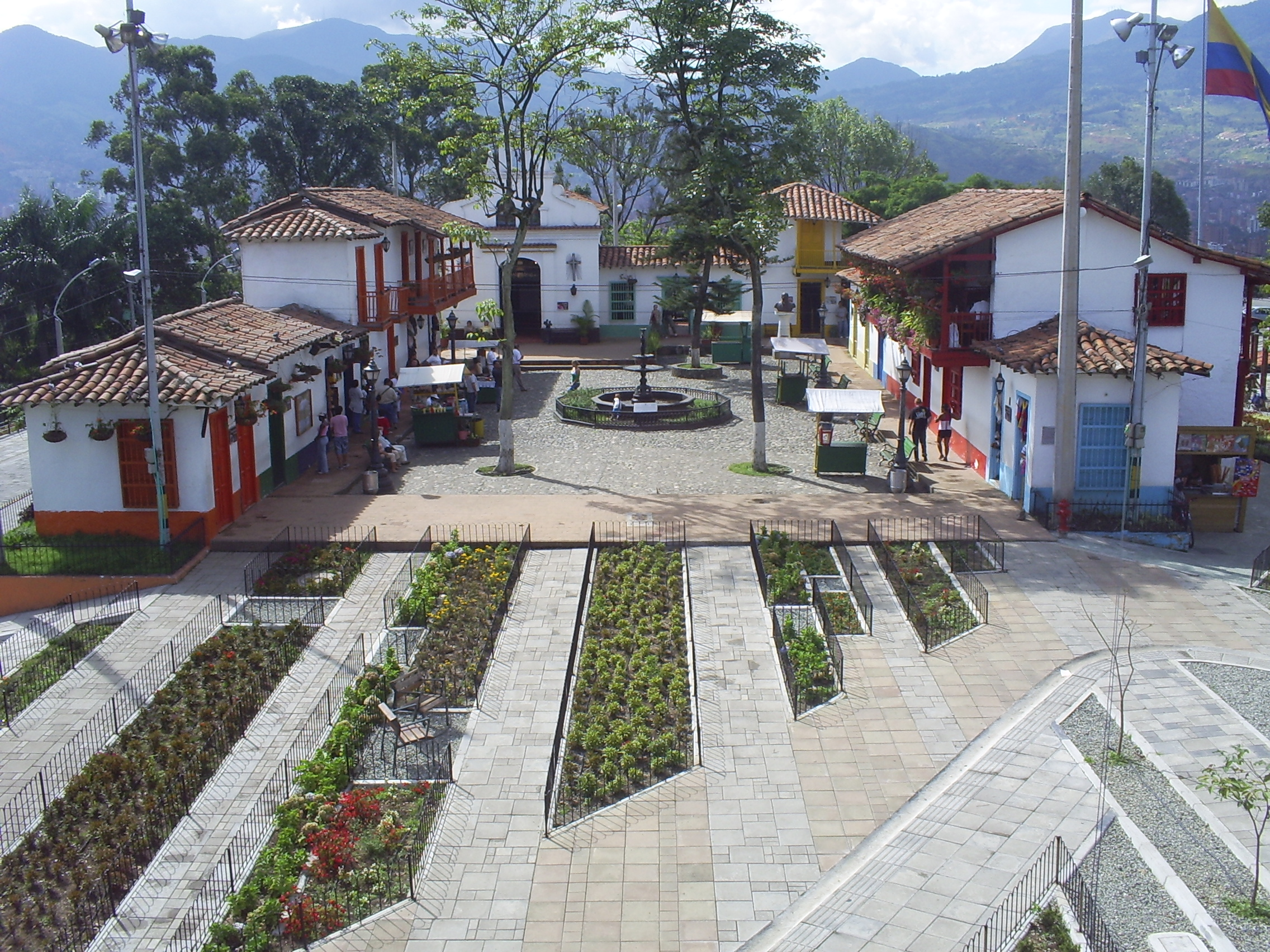
Pueblito Paisa.

Aunque la estructura portante de la iglesia y las casas no deja de ser la réplica de un pueblo antioqueño de 1900, su creador, el arquitecto Sierra quiso imprimirle un toque de realismo, adquiriendo materiales de construcción y objetos que databan de esa época.
En abril de 1976 muchos de los habitantes del antiguo municipio de El Peñol, demolían sus viviendas para dar paso a la Represa. Así que el arquitecto Sierra se desplazaba hasta el pueblo para adquirir aquellos materiales de demolición y saldos como puertas, ventanas y chambranas. Igual destino corrieron los materiales y buena parte de los enseres de la antigua casa de Ejercicios Espirituales del San Vicente, ubicada entre la Avenida Oriental y la carrera Chile y las calles Barbacoas y Argentina, demolida también entre 1976 y 1977.

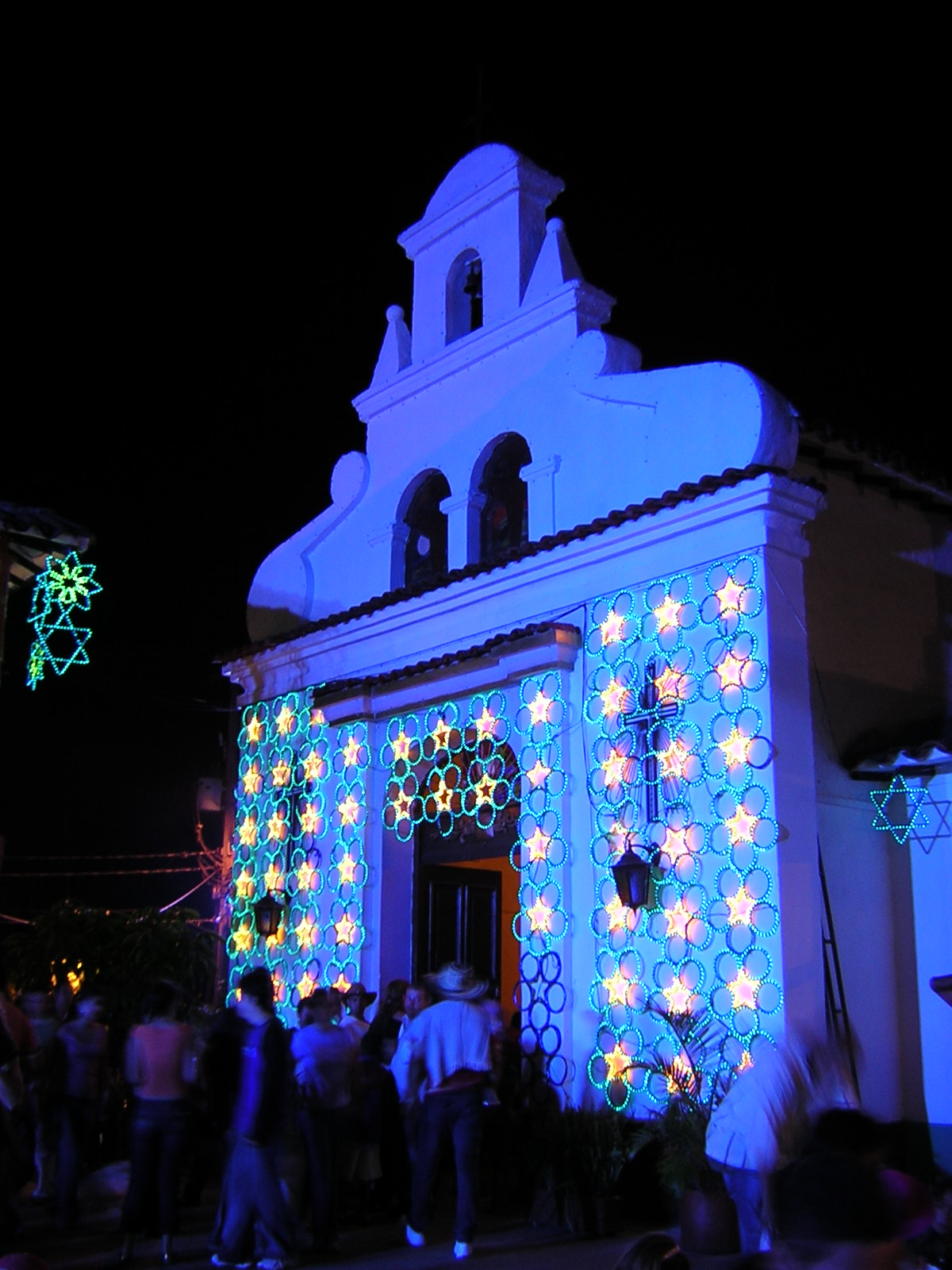
Iglesia del Pueblito Paisa en diciembre.

Es así como la puerta de acceso a la iglesia del Pueblito Paisa, era la puerta de entrada de la Casa de San Vicente, lo mismo que el altar en madera, objetos que databan de los años veinte aproximadamente. La pila bautismal, de cerca de cien años, es originaria de Sonsón; y el Misal en latín, data de 1840; los pupitres de La Escuela y la cama que hay en la Casa Cural, datan de finales del siglo XIX y comienzos del XX, igual que las sillas de la barbería los cuadros y los implementos de la cocina.
Y como todo pueblo que se respete tiene fuente y monumento a algún ilustre personaje, el Pueblito Paisa no fue la excepción y para el mes de diciembre de 1977 se le encomendó al maestro Gustavo López, la elaboración de un busto en bronce del máximo exponente de la literatura antioqueña: Tomás Carrasquilla, obra que fue entregada en los primeros meses del año siguiente, tiempo en que Empresas Públicas de Medellín, dotó al cerro de un transformador de 7.6 kW.
Finalmente y después de una inversión total de $2 100 000, el 3 de marzo de 1978, el Pueblito Paisa fue inaugurado y entregado a la ciudadanía por el alcalde de entonces, el doctor Guillermo Hincapié Orozco y la directora de Fomento y Turismo, la señora Mariluz Nichols Vallejo.

### Cronología
Con el paso de los años sin embargo, tanto las administraciones municipales como algunas empresas privadas, han estado interviniendo el Cerro con el fin de hacerlo más cómodo a los visitantes y lograr así una mayor apropiación de parte de los antioqueños por uno de los más importantes pulmones del Valle de Aburrá.
Para el año de 1985, el periódico El Mundo y la cadena radial Caracol, se unieron para regalarle al cerro la señalización de los espacios más importantes con vallas en acero inoxidable. Así mismo, en este mismo año, se le encomendó a la artista María Villa, la realización del Viacrucis para el templo, que consistió en catorce pinturas al óleo sobre lienzo, de 40 × 50 cm cada uno, obra que fue entrega da a comienzos de 1986 y que se exhibe al lado de las pinturas del Corazón de Jesús y Santa Teresa, también de la maestra, fallecida en Medellín en 1991. También en ese mismo año, se construyeron dos nuevos senderos peatonales, uno para ascender al cerro desde la entrada de la calle 30A y otro que va desde la escultura del Cacique Nutibara, hasta el teatro Carlos Vieco, caminos que fueron iluminados al año siguiente por las Empresas Públicas de Medellín.
1988: a mediados de julio de este año, El teatro al aire libre «Carlos Vieco» fue cerrado para hacerle algunas reformas.                             
1990: el 4 de marzo se llevó a cabo su reapertura en un acto que contó con la participación del señor alcalde doctor Juan Gómez Martínez, el secretario de educación municipal, autoridades municipales y Teleantioquia.
1993: la Secretaría de Educación, Cultura y Recreación cede la administración del Cerro Nutibara al Instituto de deportes y recreación —INDER—.
2000: la escultura de Guillermo Zuluaga «Montecristo», rinde honor al gran humorista antioqueño que fue conocido por su gracia, ingenio y picardía. La obra fue realizada en bronce por la artista Luz Marina Piedrahíta en febrero de ese año. 
2001: por iniciativa del INDER y en convenio con la Universidad Nacional sede Medellín, se crea la Granja Integral Autosuficiente, ubicada en el antiguo vivero escuela, la cual consiste en un modelo de bosque en miniatura en el cual el ciclo básico natural regula el sostenimiento de sus componentes entre ellos plantas ornamentales y frutales, hortalizas, animales domésticos y residuos orgánicos para su propio abastecimiento.
2003: se da por terminado el convenio del INDER con la Universidad Nacional para el manejo de la Granja Integral Autosuficiente por presupuesto. 
2005: el 9 de febrero, la administración del Cerro Nutibara pasa de la administración del I.D.E.R. a la Secretaria de Cultura Ciudadana, Subsecretaría de Turismo para ser administrado por Margarita María Baena Escobar.
2007: el 1 de febrero inicia como administrador del Cerro Nutibara Sergio Pérez Betancur, administrador de empresas agropecuarias, logrando cambios fundamentales en su estructura administrativa, generando un impresionante desarrollo turístico y de actualización en todos sus aspectos, reconocimiento que luego de su retiro en agosto del año 2012 aun hacen los comerciantes y visitantes del lugar.
Sergio Pérez Betancur en compañía de los comerciantes escriben el Manual de convivencia y reglamento interno del área de recreación urbana Parque ecológico Cerro Nutibara, esta es una herramienta de concertación y participación y comprende un conjunto de normas y pautas claras, concretas, comprensibles, lógicas, y manejables que autorregulan orientando el comportamiento y el ejercicio de las libertades, deberes y derechos tanto de quienes visitan y laboran en el Cerro Nutibara y tiene como objetivo principal lograr la sana convivencia y la armonía entre comerciantes, vendedores ambulantes, la comunidad del área de influencia (vecinos) y los visitantes del Cerro Nutibara.
Dicho proceso participativo se inició en el año 2007 y se ha complementado en los años siguientes, contando con el análisis participativo y el consenso de los representantes de la Asociación de Comerciantes, Comerciantes independientes, Miembros de las Juntas de Acción Comunal, Policía de Turismo, vecinos.
El 19 de febrero se da comienzo en el Cerro Nutibara a la programación de Medellín: un gran escenario, programa que lidera la Secretaría de Cultura Ciudadana y que organiza eventos culturales con artistas de la ciudad.
Del 18 al 21 de marzo, se celebra el aniversario del Pueblito Paisa, con el que se pretende institucionalizar este aniversario como una de las ferias de ciudad, en la que se realizaron actividades lúdicas, recreativas, culturales y musicales que integraron a personas de todas las edades y gustos y que tuvo gran acogida por los diferentes medios de comunicación de la ciudad.
El 27 de abril del año 2006, en compañía del alcalde de Medellín Sergio Fajardo Valderrama, secretarios de las diferentes dependencias de la alcaldía, área metropolitana, comerciantes, habitantes y vecinos del cerro se realizó la presentación en la que se dio a conocer el proyecto liderado por Secretaría de Medio Ambiente «Plan de manejo y gestión integral de cerros tutelares», presentado por el arquitecto Sergio Valentín en la iglesia del Pueblito Paisa. Al terminar la presentación se realizó un recorrido por el parque de las esculturas, se ingresó al teatro al aire libre Carlos Vieco para llegar al parqueadero de la calle 33 donde se dio fin al recorrido.
El 7 de mayo de 2009 el alcalde de la ciudad Alonso Salazar J. firma la Resolución Metropolitanan número 511: por medio de la cual se declaran, reservan y alinderan el área de recreación urbana parque ecológico Cerro Nutibara.

### Creación del Parque de las Esculturas
El Gobierno Nacional (1982-1986) tomó la decisión de convertir al Cerro Nutibara en un gran centro cultural y dotarlo de un parque de esculturas, el que imprimió una nueva dinámica a este sitio para que traspasara su condición única de "reserva" en búsqueda de una verdadera identidad con vigor y fuerza propia. 
En un tiempo récord de 15 días, en diciembre de 1983, los artistas invitados dieron vida a uno de los proyectos culturales más ambiciosos de la ciudad. Fue una idea del entonces presidente Belisario Betancur Cuartas. El Museo de Arte Moderno de Medellín —MAMM—, lo promovió, la administración municipal, lo acogió y lo realizó con la colaboración de algunas empresas privadas de la «Ciudad de la Eterna Primavera». 
El parque recoge una de las expresiones escultóricas colectivas más importantes de la década de 1980. Las diez esculturas son de corte modernista y abstracto, la expresión inconfundible de lo que hoy se llama arte participativo. Son obras abiertas, a través de las cuales el público puede contemplar la ciudad moviéndose a sus pies e integran al hombre con el paisaje.

### Escultura Cacique Nutibara

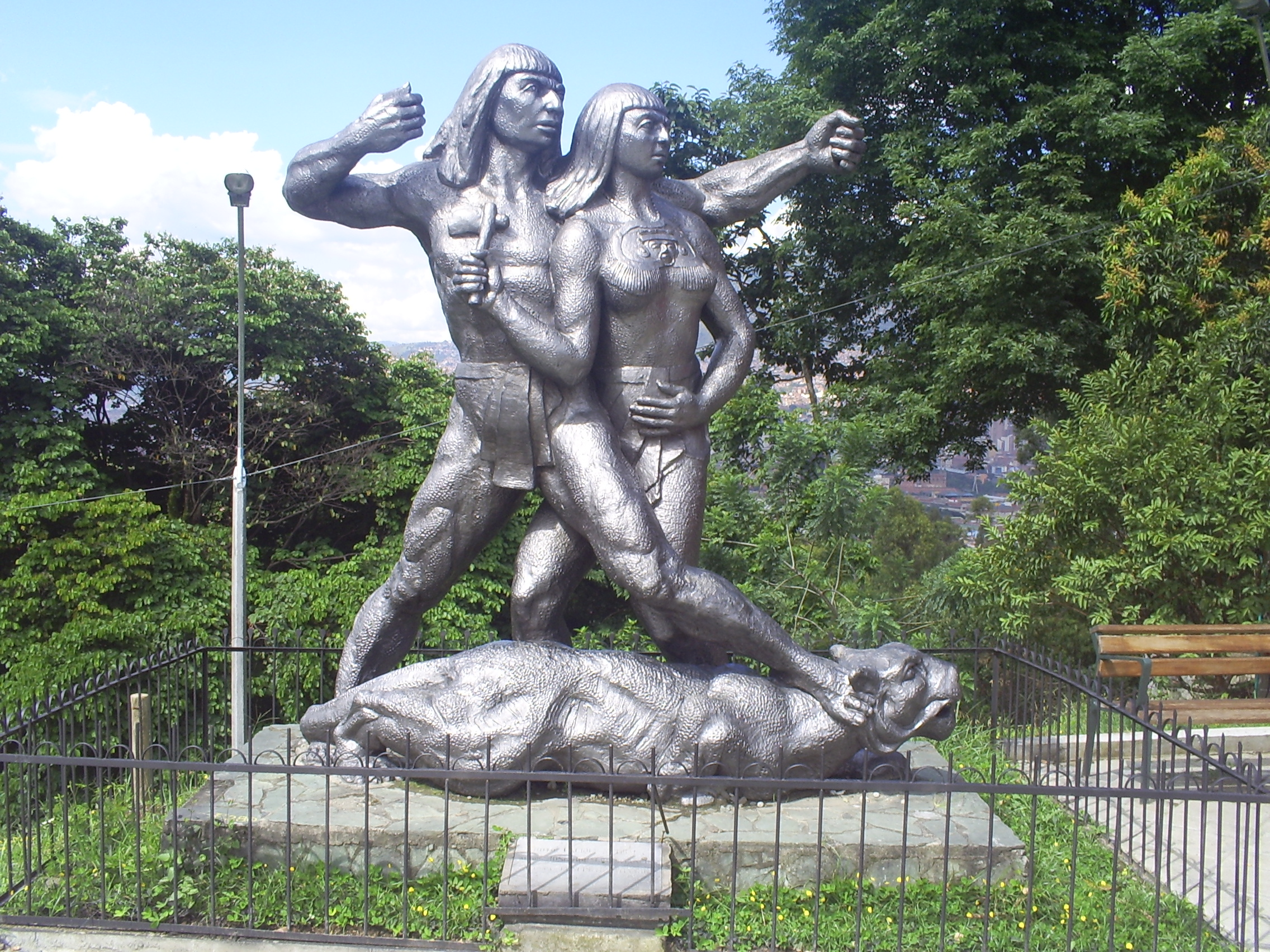
Cacique Nutibara obra de José Horacio Betancur

La primera obra escultórica monumental que se hizo especialmente para decorar el Cerro Nutibara, fue La Madremonte, del maestro José Horacio Betancur Betancur, en el año de 1953. Desde su entrega, La Madremonte estuvo expuesta los primeros meses en la Casa de la Cultura, y luego en el cerro Nutibara, hasta el 27 de marzo de 1986, cuando fue trasladada al Jardín Botánico, en cambio por la escultura del Cacique Nutibara, del mismo maestro.
Esta escultura, realizada en el año de 1955, es de concreto patinado, pesa cuatro toneladas y mide 3 m de alto por 2.9 m de ancho. La figura la conforma el Cacique Nutibara, acompañado por una guerrera y un puma a los pies, como símbolo de su valentía y poder.
Antes de que se ubicara definitivamente en el costado occidental de la cima del cerro, el Cacique Nutibara estuvo exhibido en la plazuela que lleva su nombre, luego en el jardín del arte de Laureles, de doña María Antonieta Pellicer de Vallejo, quien fue mecenas del maestro. En el año de 1963 fue trasladado por vez primera al Cerro Nutibara, en donde estuvo hasta 1970, cuando fue llevado al Jardín Botánico, en donde permaneció hasta el 27 de marzo de 1986, cuando regresó definitivamente al Cerro que hace honor a su nombre.

## Diferentes áreas del Cerro Nutibara

### Pueblito Paisa

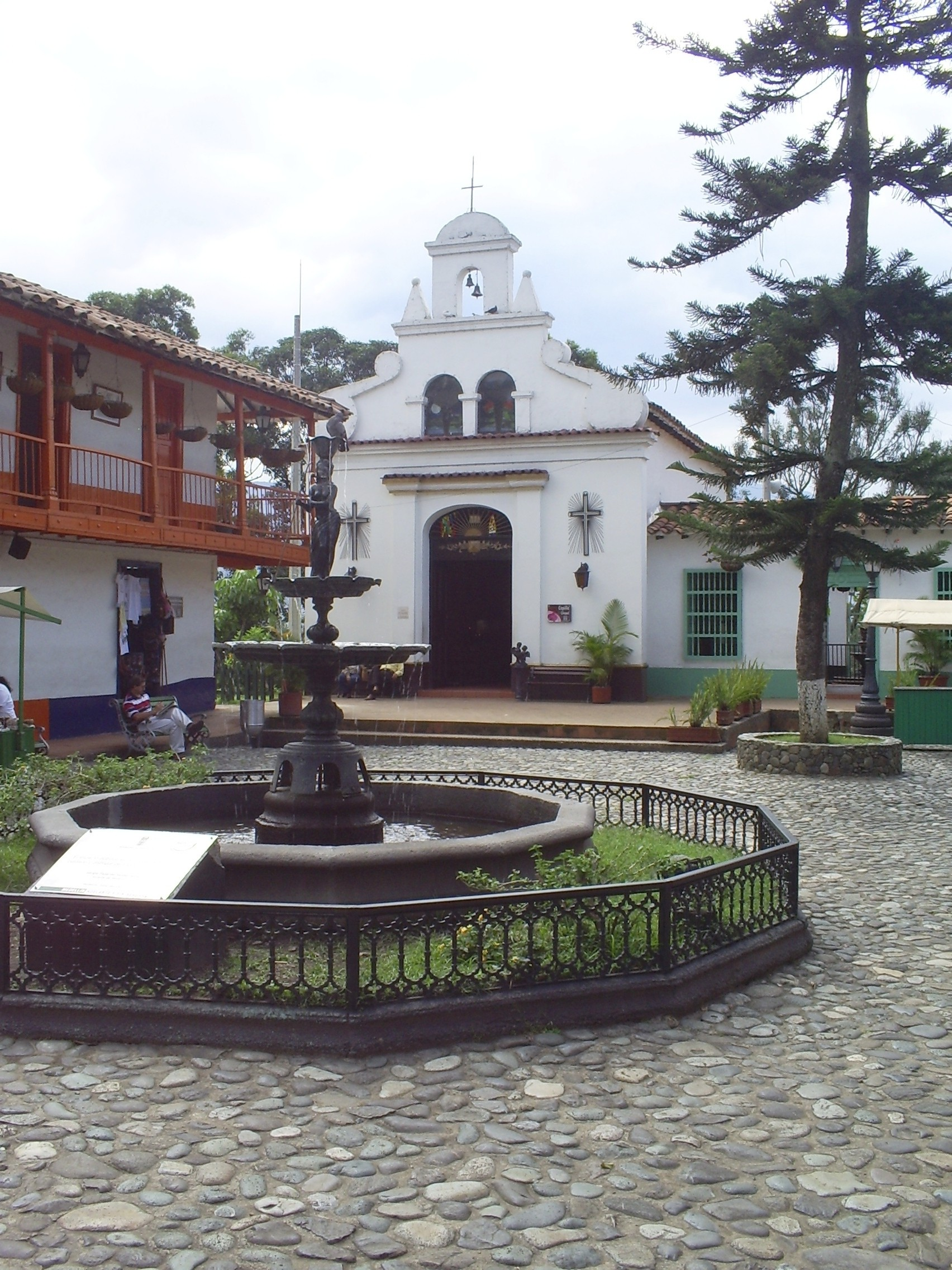
Pueblito Paisa.

El Pueblito Paisa es la representación del marco de la plaza de un típico pueblo antioqueño de comienzos de siglo XX. Para su composición se pensó en la construcción de la iglesia, cuya blanca espadaña sobresale del terracota de los tejados de barro de las casas de arquitectura entre colonial y vernácula de una y dos plantas, entre las que se encuentra la Casa Cural, la Alcaldía, la Escuela, la Barbería, la Fonda, la Tienda, la Casa Típica y las restantes viviendas que complementan la plaza empedrada.
Área total: 435 m2 que se dividen de la siguiente manera:
- Área Capilla: 105 m2
- Área Escuela: 80 m2
- Área Alcaldía: 32 m2
- Área Casa Cural: 47 m2
- Área Estanco: 12 m2
- Área Barbería: 12 m2
- Área Botica: 12 m2
- Área Vivienda Segundo Piso: 75 m2
- Área Casa Artesanías : 60 m2

## Galería

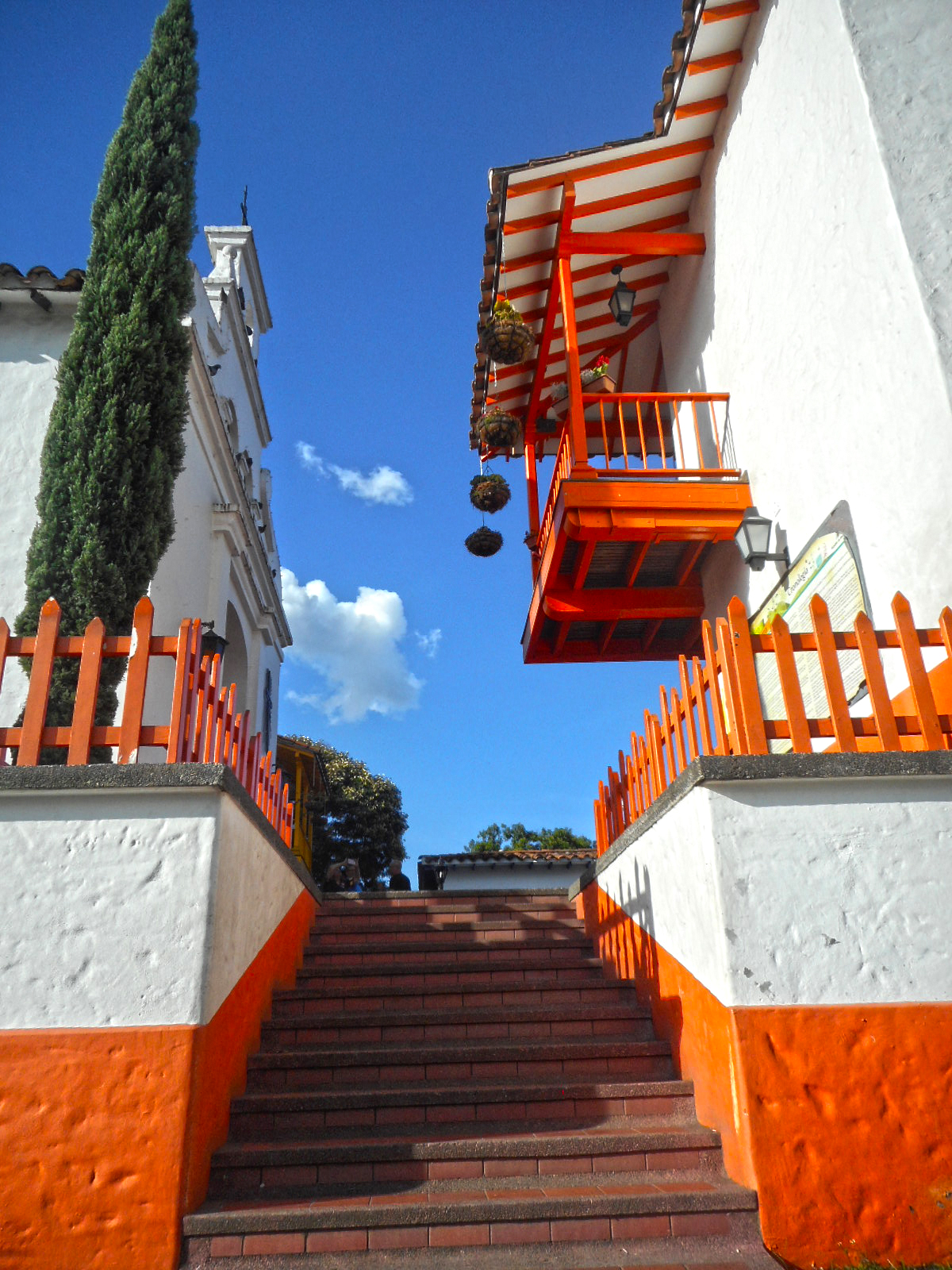
Escaleras hacia la iglesia y plaza
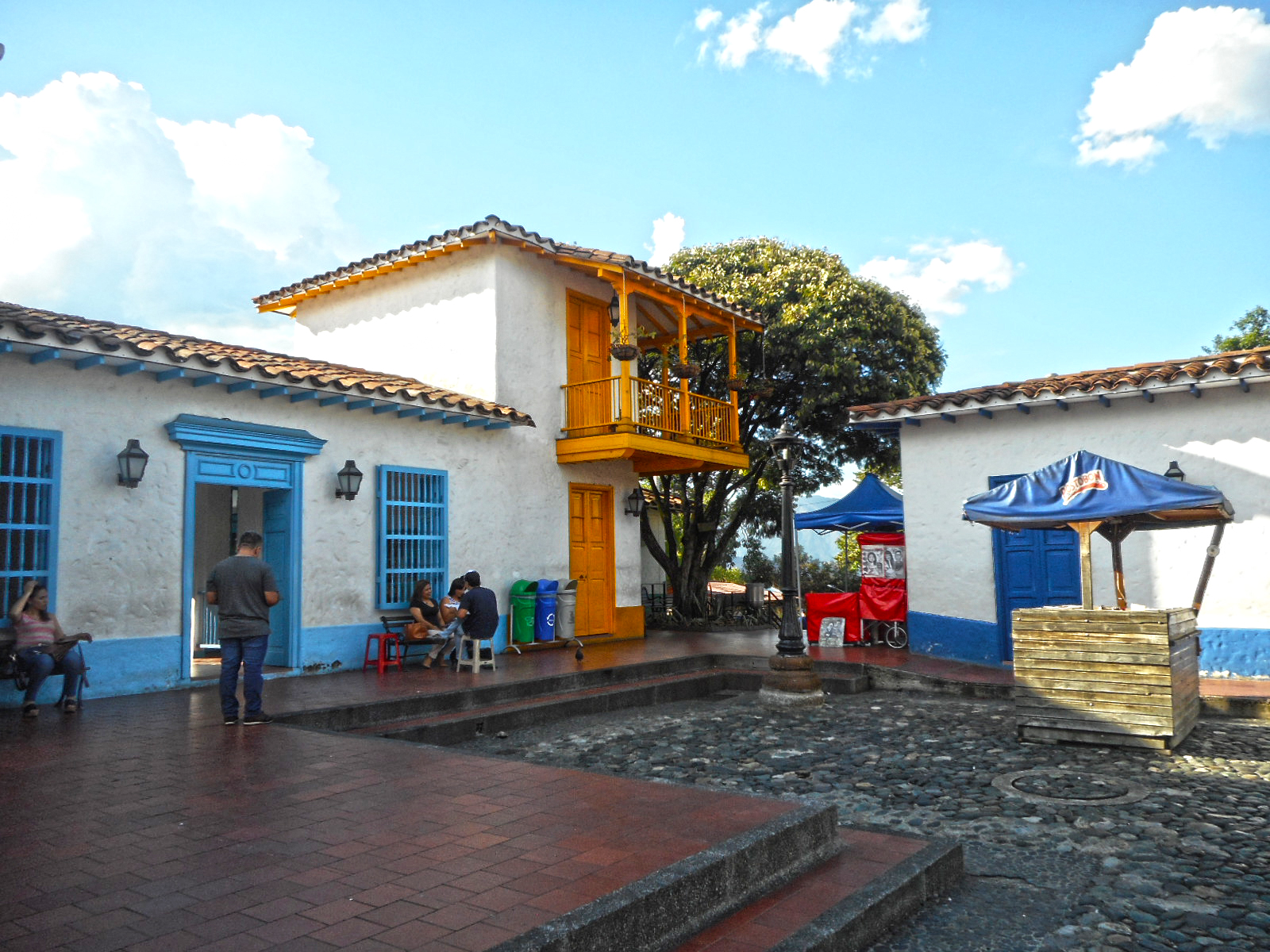
Pueblito Paisa
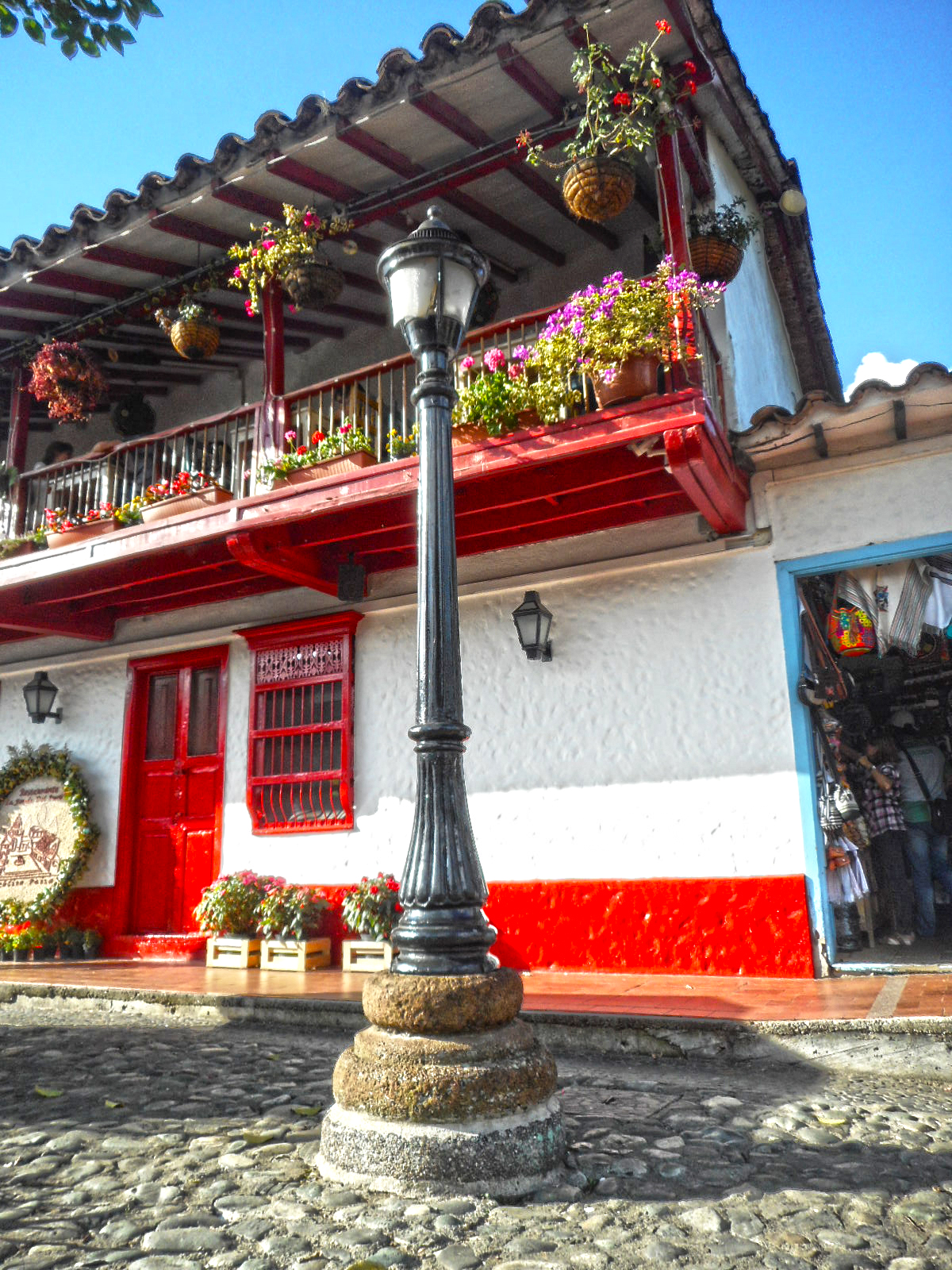
Casa y lámpara
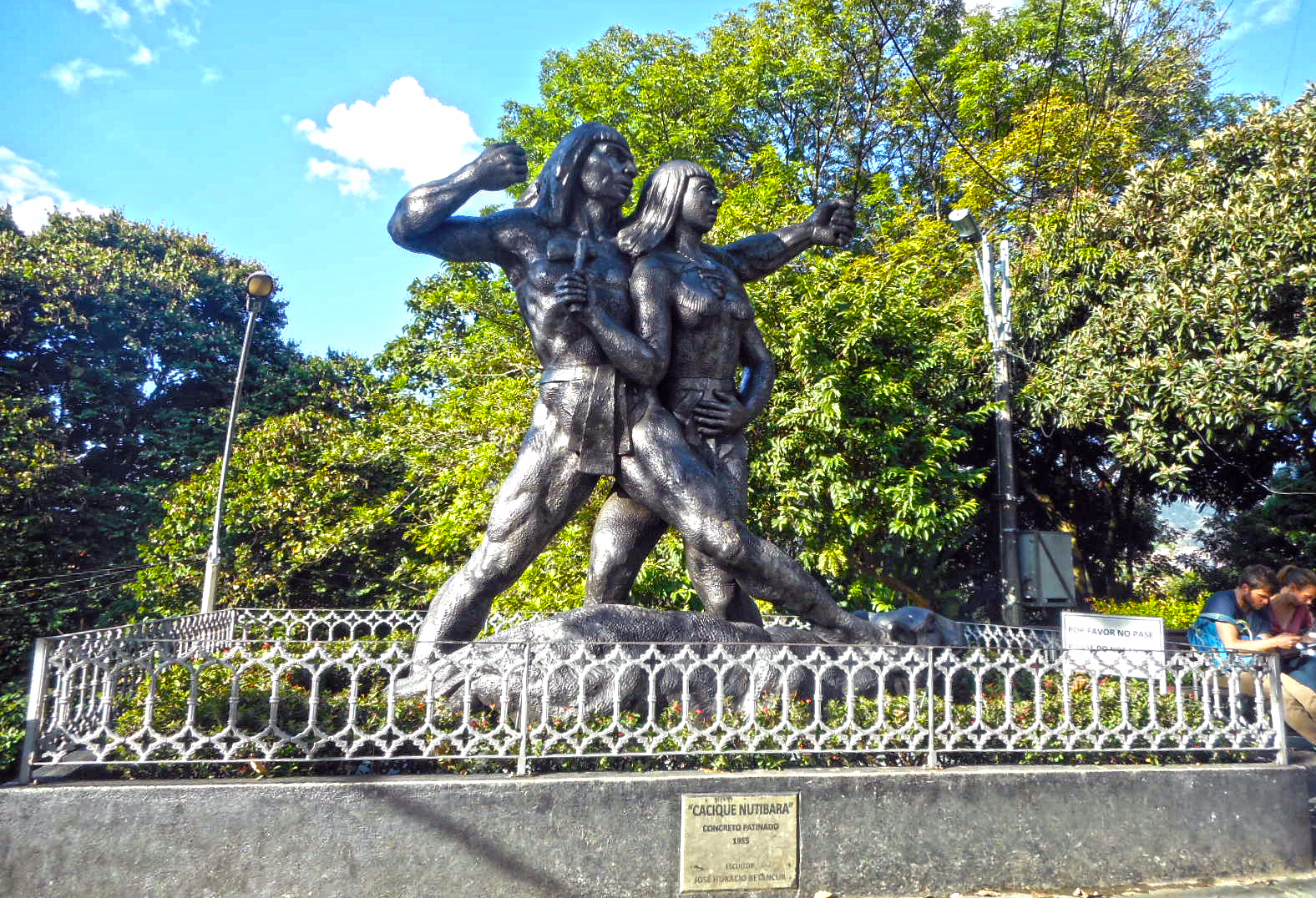
Escultura del Cacique Nutibara
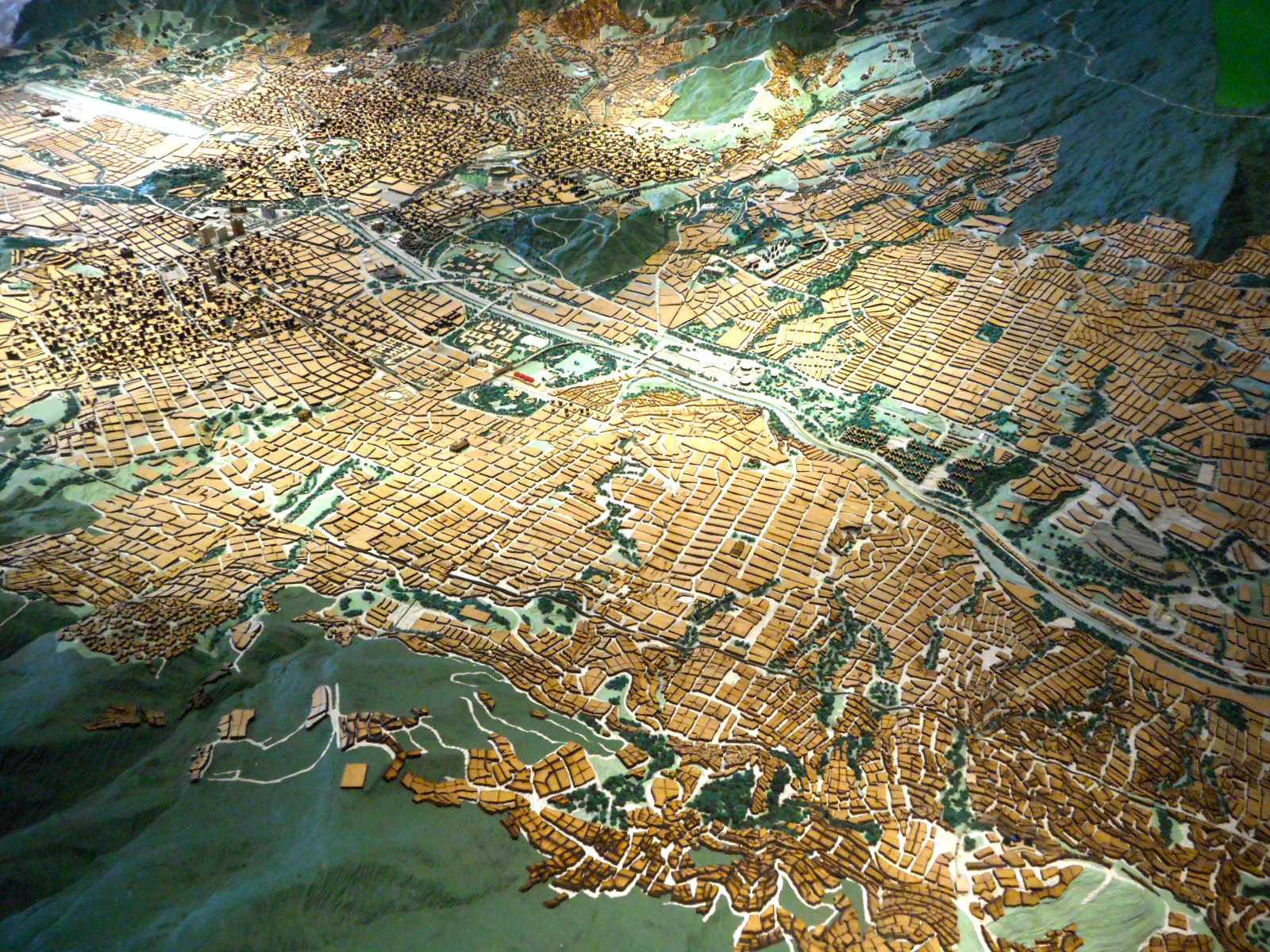
Maqueta de la Ciudad
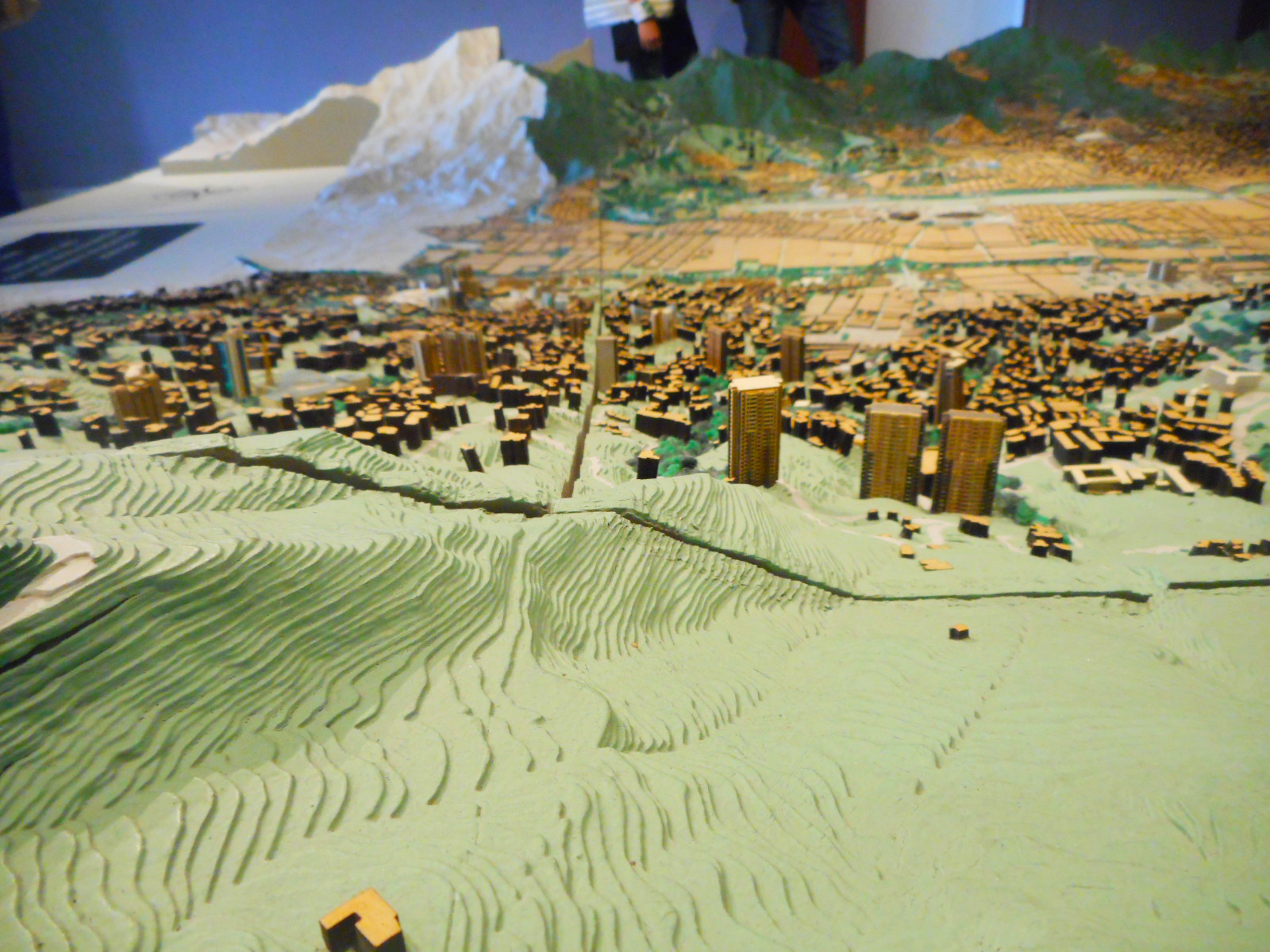
Otra vista de la maqueta
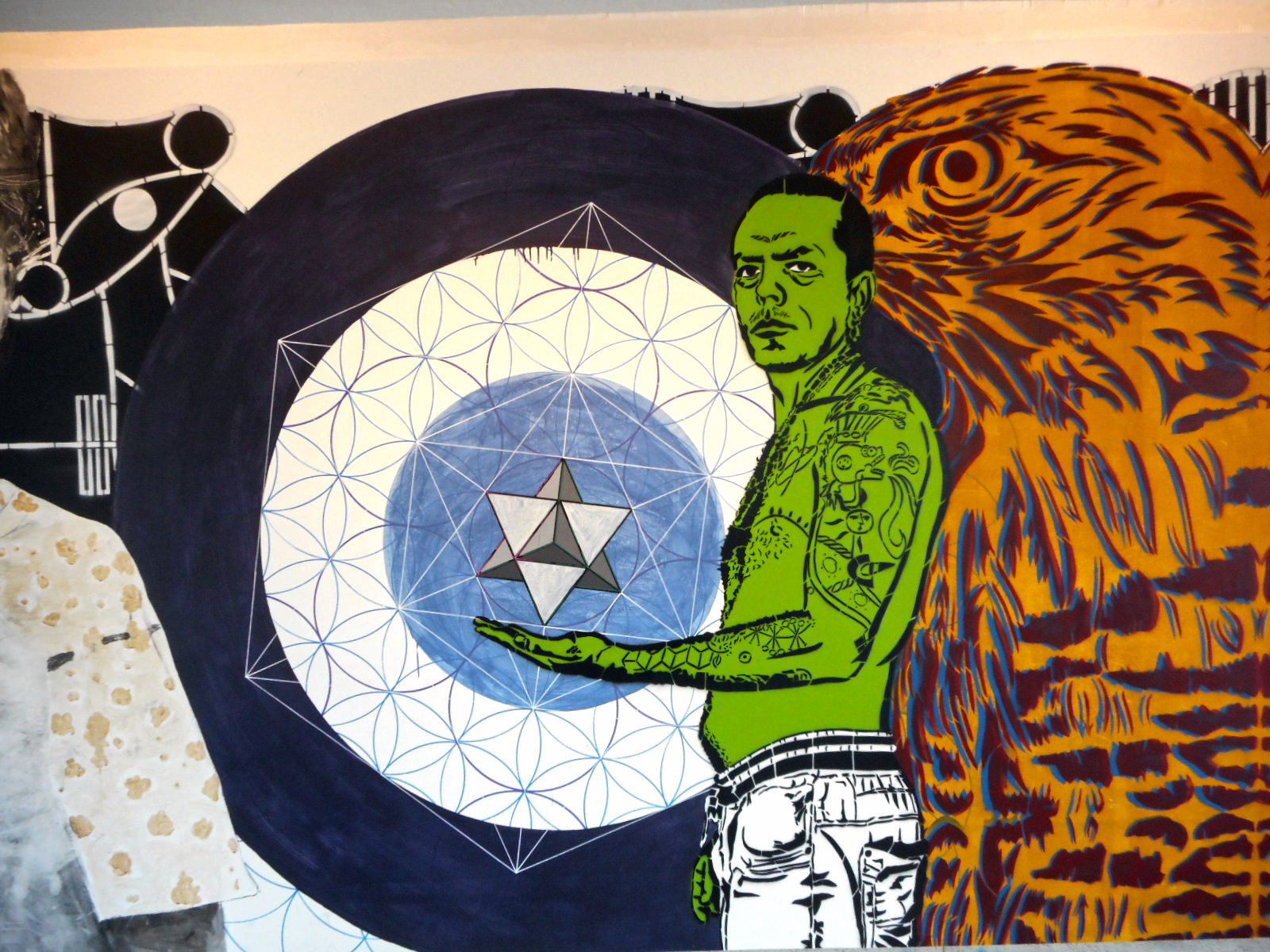
Arte en el museo - Hombre verde
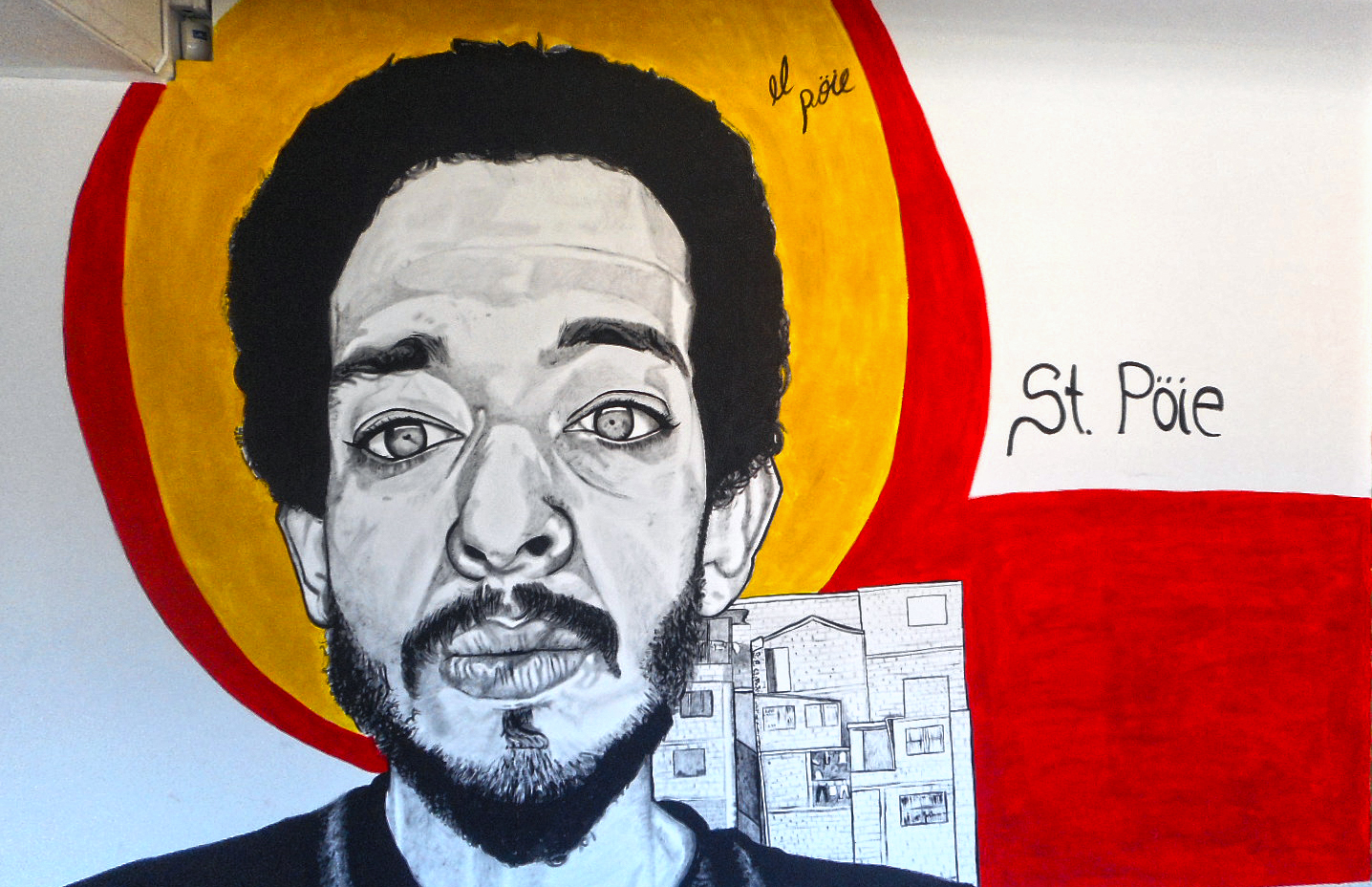
Arte - Hombre con aureola roja y amarilla
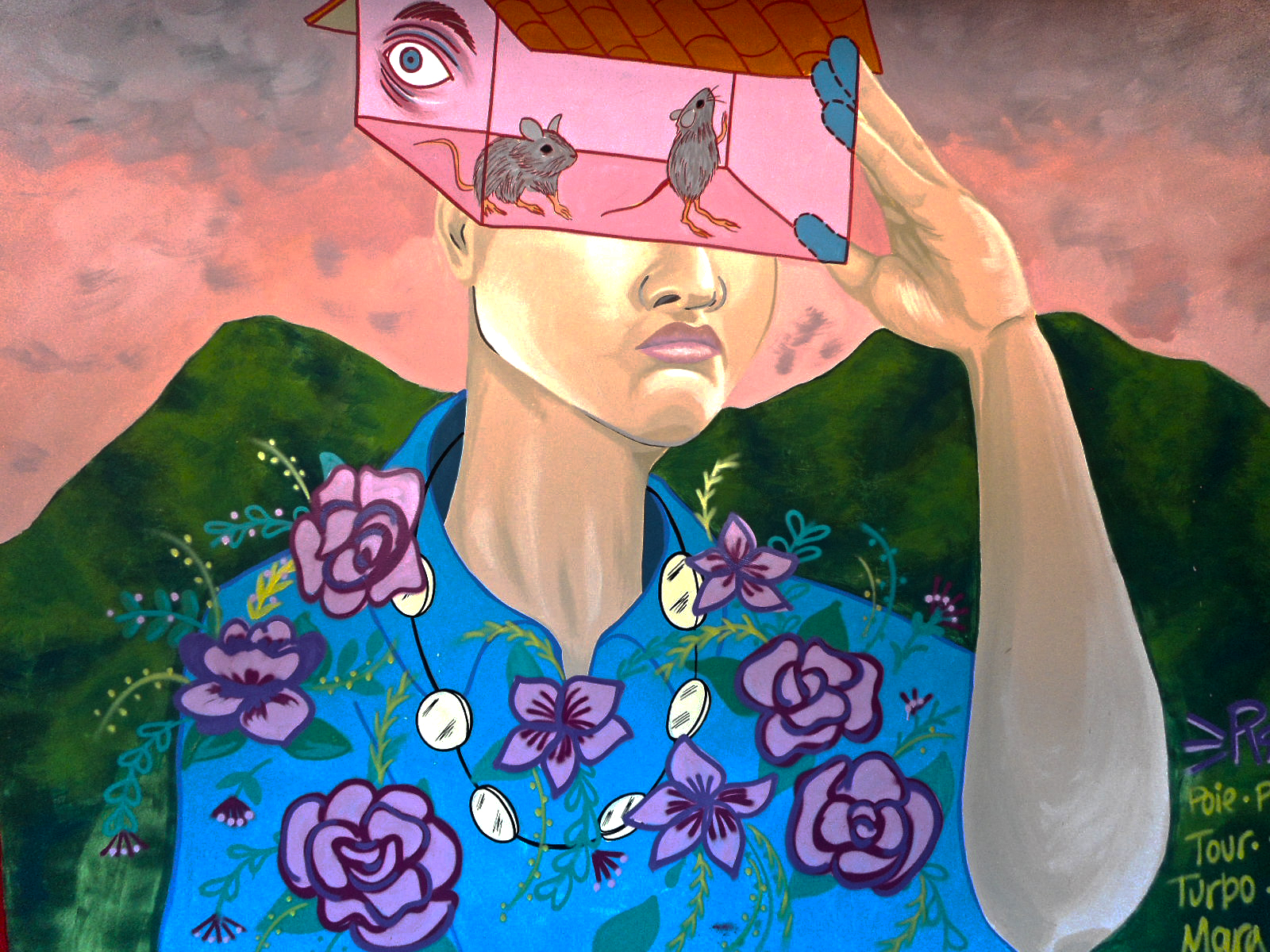
Arte - Mujer con vestido floral
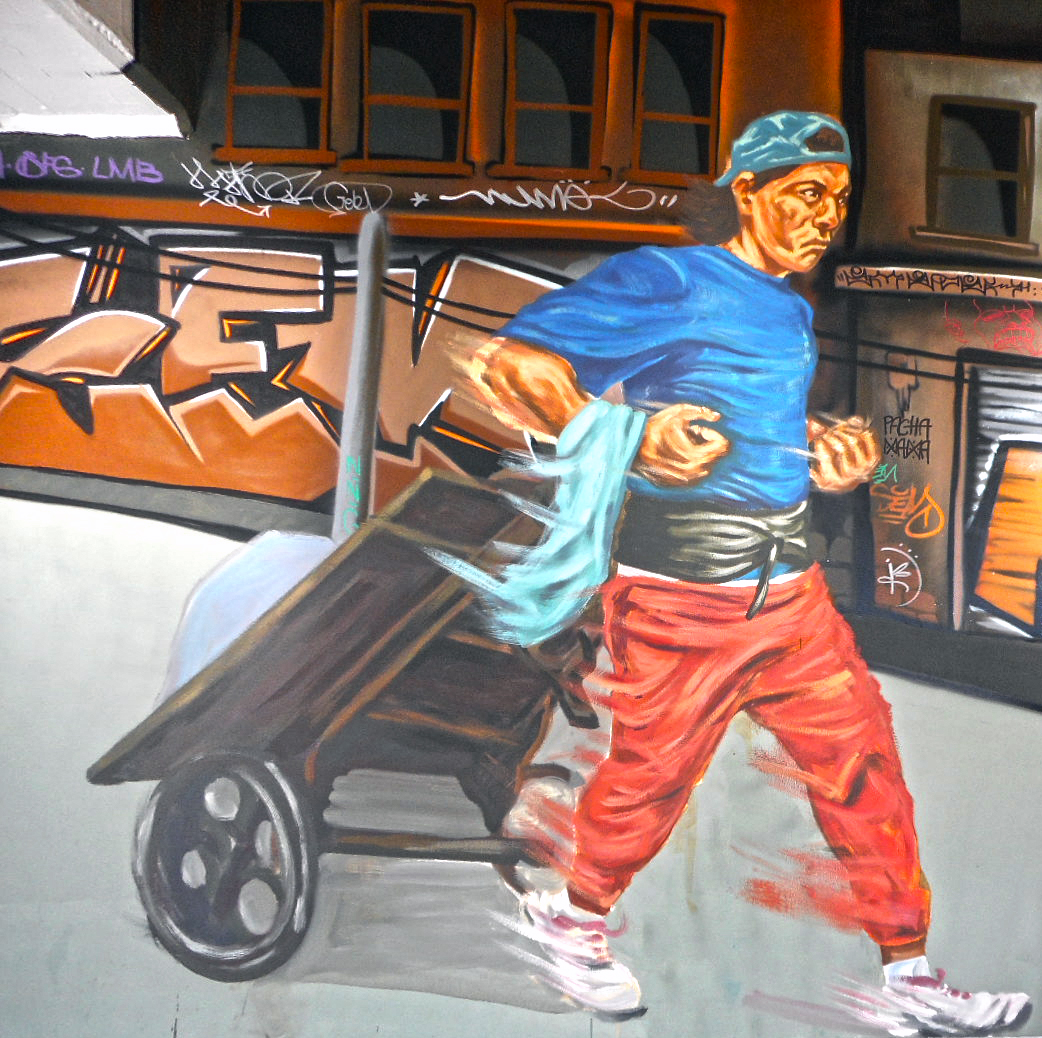
Arte - Hombre arrastrando carreta
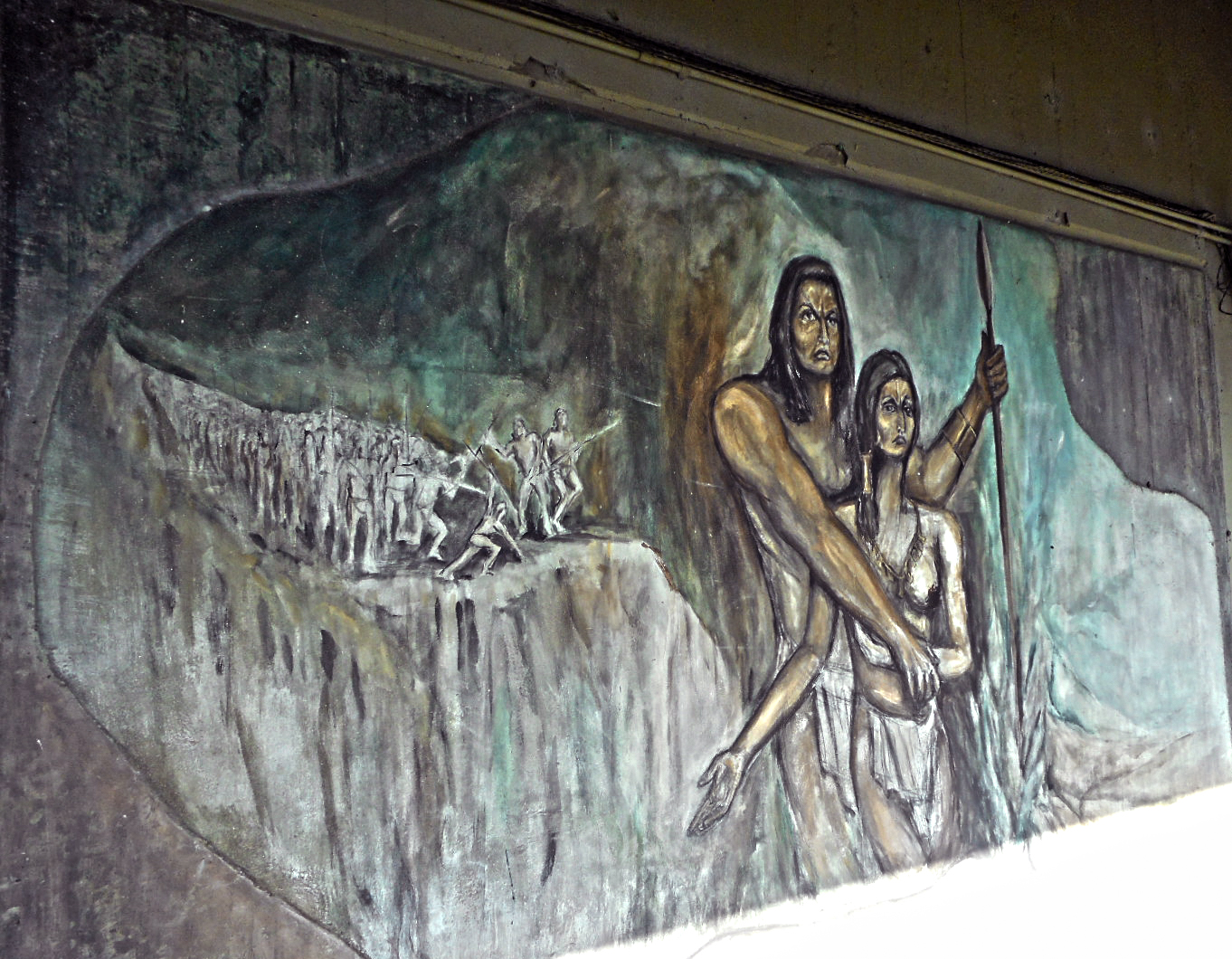
Arte - Mural del cacique Nutibara
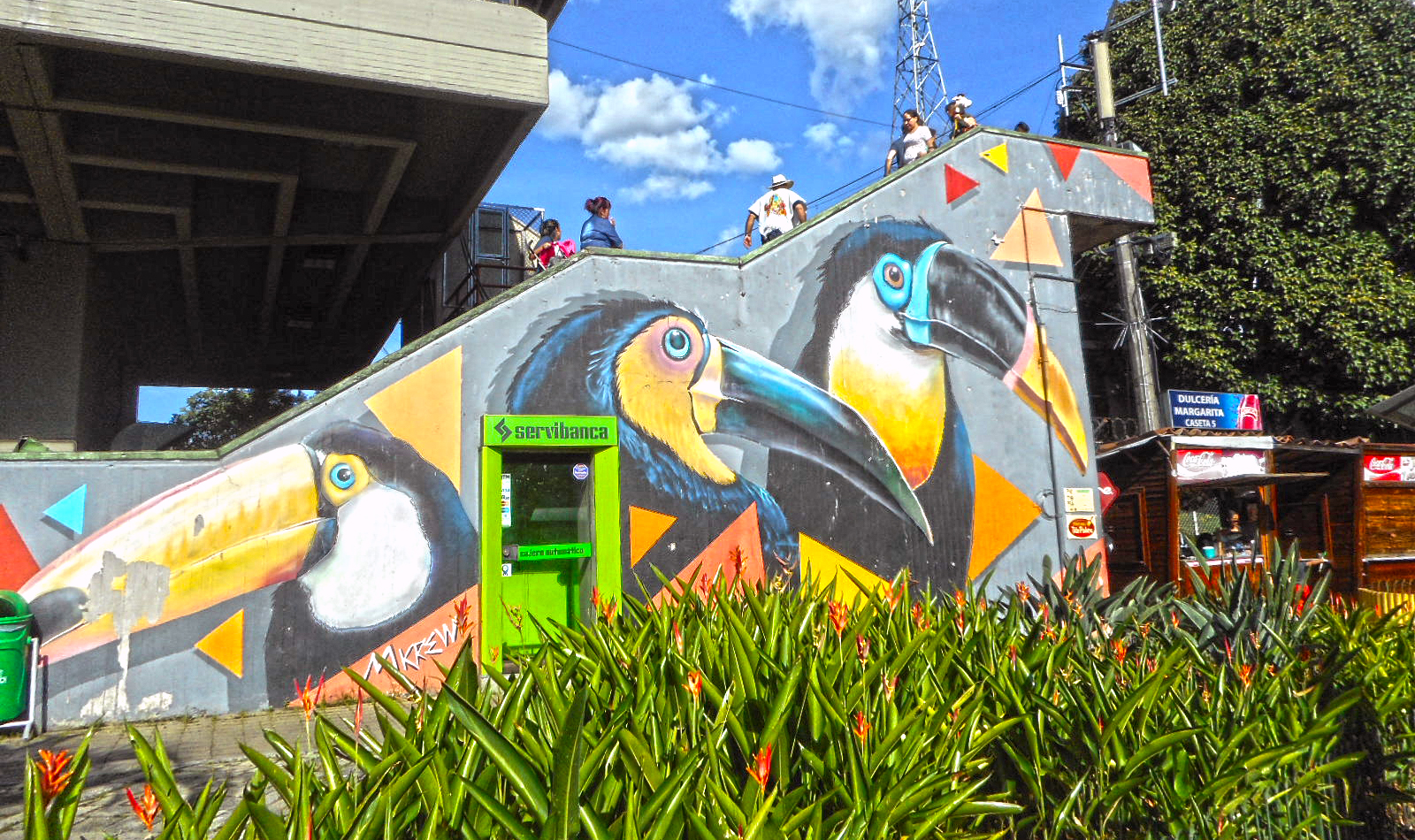
Arte - Mural de tucanes
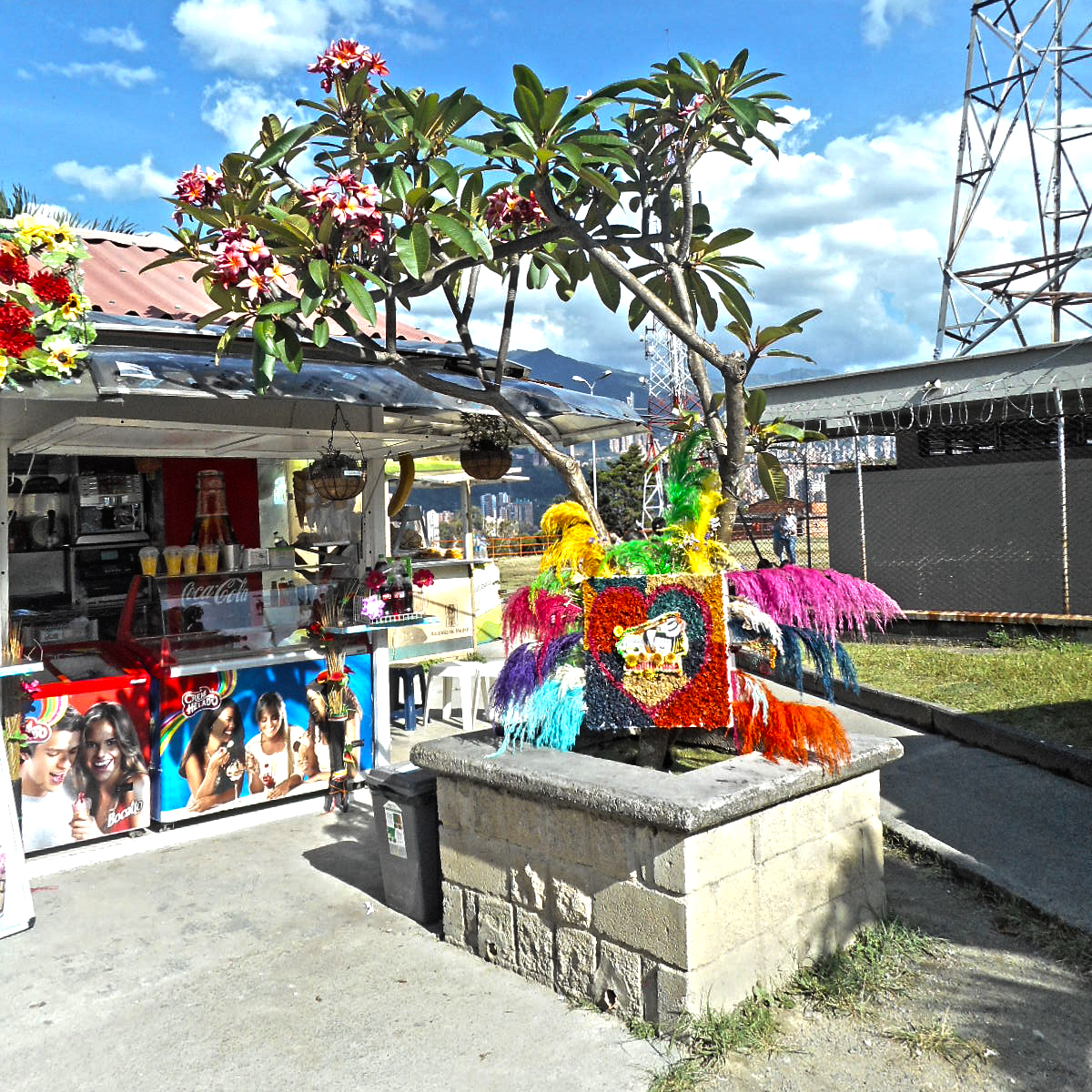
Tiendita de recuerdos

### Parque de las Esculturas
El parque de las esculturas fue creado en 1983 por iniciativa del expresidente colombiano Belisario Betancur Cuartas. El Museo de Arte Moderno de Medellín coordinó el montaje de una exposición permanente de esculturas elaboradas por diez artistas nacionales e internacionales para ser instaladas en el entorno natural del cerro, y donde los visitantes pueden apreciarlas en un corto recorrido por las laderas del cerro.

### Teatro al Aire Libre “Carlos Vieco”

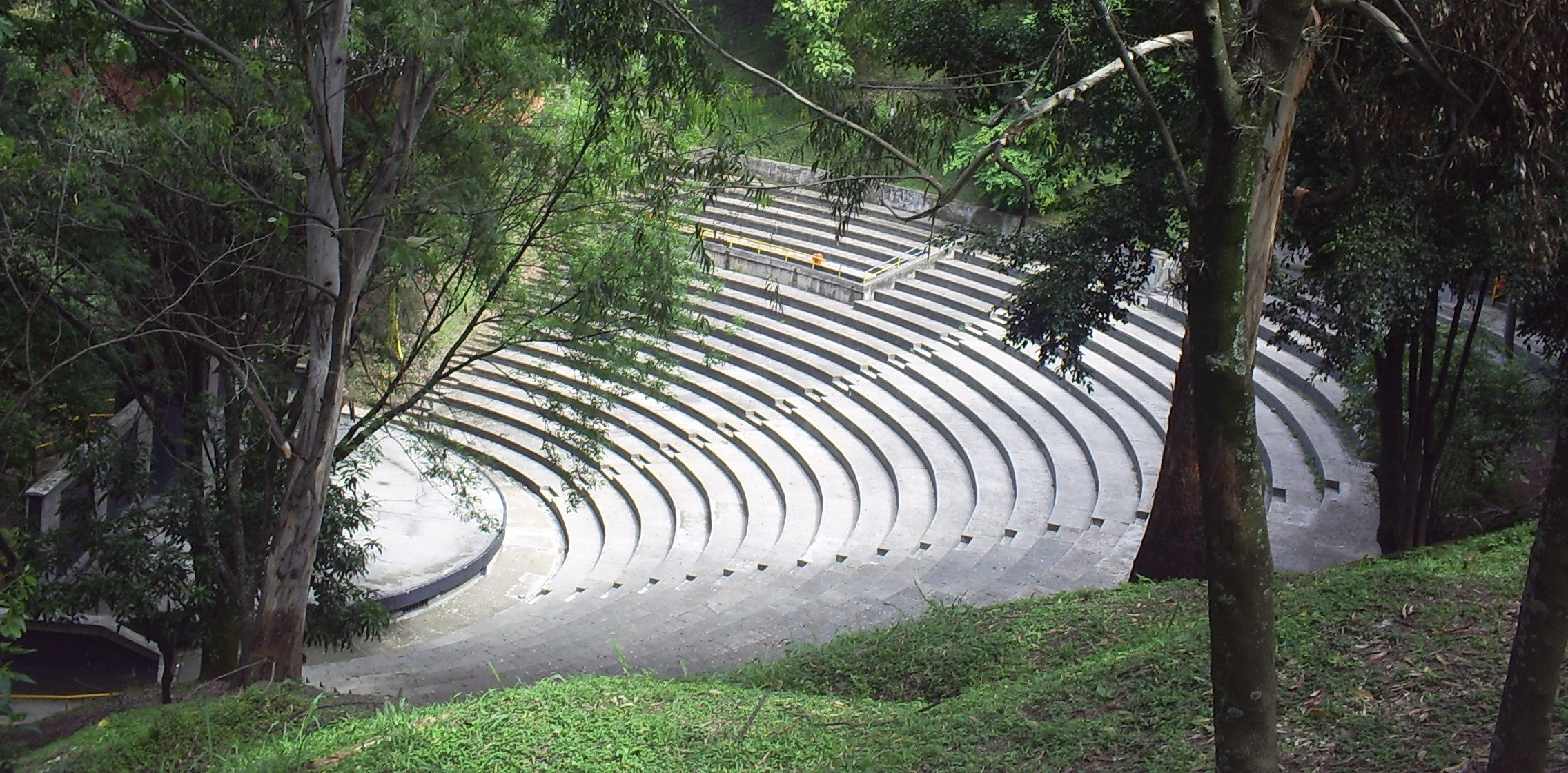
Teatro al Aire Libre Carlos Vieco.

También se encuentra el teatro al aire libre «Carlos Vieco», ubicado en la ladera norte del Cerro Nutibara, inaugurado en 1984, su diseño estuvo a cargo del Departamento de Diseño de Planeación Metropolitana y la concha acústica fue obra del arquitecto Oscar Mesa, tiene una capacidad de 3 800 espectadores, se levantó en homenaje al compositor Carlos Vieco Ortiz, músico nacido en Medellín. 
Ofrece todo tipo de espectáculos populares. Cada año, en el mes de junio, se convierte en el epicentro de los recitales del Festival Internacional de Poesía. También son frecuentes los conciertos de rock, como es el Festival Internacional Altavoz.